# Onychocella angulosa
Onychocella angulosa är en mossdjursart som först beskrevs av Reuss 1848.  Onychocella angulosa ingår i släktet Onychocella och familjen Onychocellidae. Inga underarter finns listade i Catalogue of Life.